# Lago de Pomorie
El lago [de] Pomorie (en búlgaro: Поморийско езеро, Pomoriysko ezero) es un limán — o laguna costera costera — natural ultrasalino de la costa búlgara del mar Negro, ubicado al norte de la ciudad de Pomorie, siendo el más septentrional de los costeros lagos de Burgas. El limán está separado del mar por un cordón litoral de arena natural y por un dique artificial y solo en su parte sur tiene un canal de conexión a través del cual se lleva a cabo la entrada y salida del agua de mar.
Tiene un área de aproximadamente 7−8,5 km² (que alcanza 10 km² con las zonas húmedas adyacentes), es de forma alargada con una longitud de 5−6,7 km y un ancho que varía desde los 350 m en el norte a 1,6−2 km en la parte central. Su profundidad no supera los 1,4 m y la salinidad es de 60 a 80 ‰. Se utiliza para la extracción de sal marina (alrededor de 30,000 toneladas por año) en el norte y para la curación mediante lodo en la sur.
Por encima del lago pasa la Via Pontica, una de las vías aéreas más grandes de migración de aves en toda Europa. Se han observado 269 especies de aves diferentes en el área del humedal, 4 de ellas en peligro de extinción a nivel mundial.
Desde 2010, un centro de visitantes y de conservación de la naturaleza ha estado operando en la costa sur del lago Pomorie. Cerca del centro se encuentra el único Museo de la Sal del país.

## Protecciones
En 1998, el lago Pomorie fue declarado lugar importante para la conservación de las aves. Con el fin de proteger las especies y hábitats raros y en peligro de extinción, el lago Pomorie y sus territorios adyacentes fueron declarados en enero de 2001 área protegida bajo la ley búlgara. El 24 de septiembre de 2002 el «Complejo de humedales Pomorie» fue declarado como sitio Ramsar —en el sentido de la Convención de Ramsar para la Conservación de Humedales y Aves Acuáticas —, con un área de 922 ha y número de registro 1229, siendo el octavo en el país (en 2020 son 10 los sitios búlgaros).
Desde 2007 ha sido incluido oficialmente por el Consejo de Ministros en la Red Ecológica Europea Natura 2000 como área protegida bajo la Directiva de Aves y área protegida bajo la Directiva de Hábitats de la UE.